# Buddy Rice

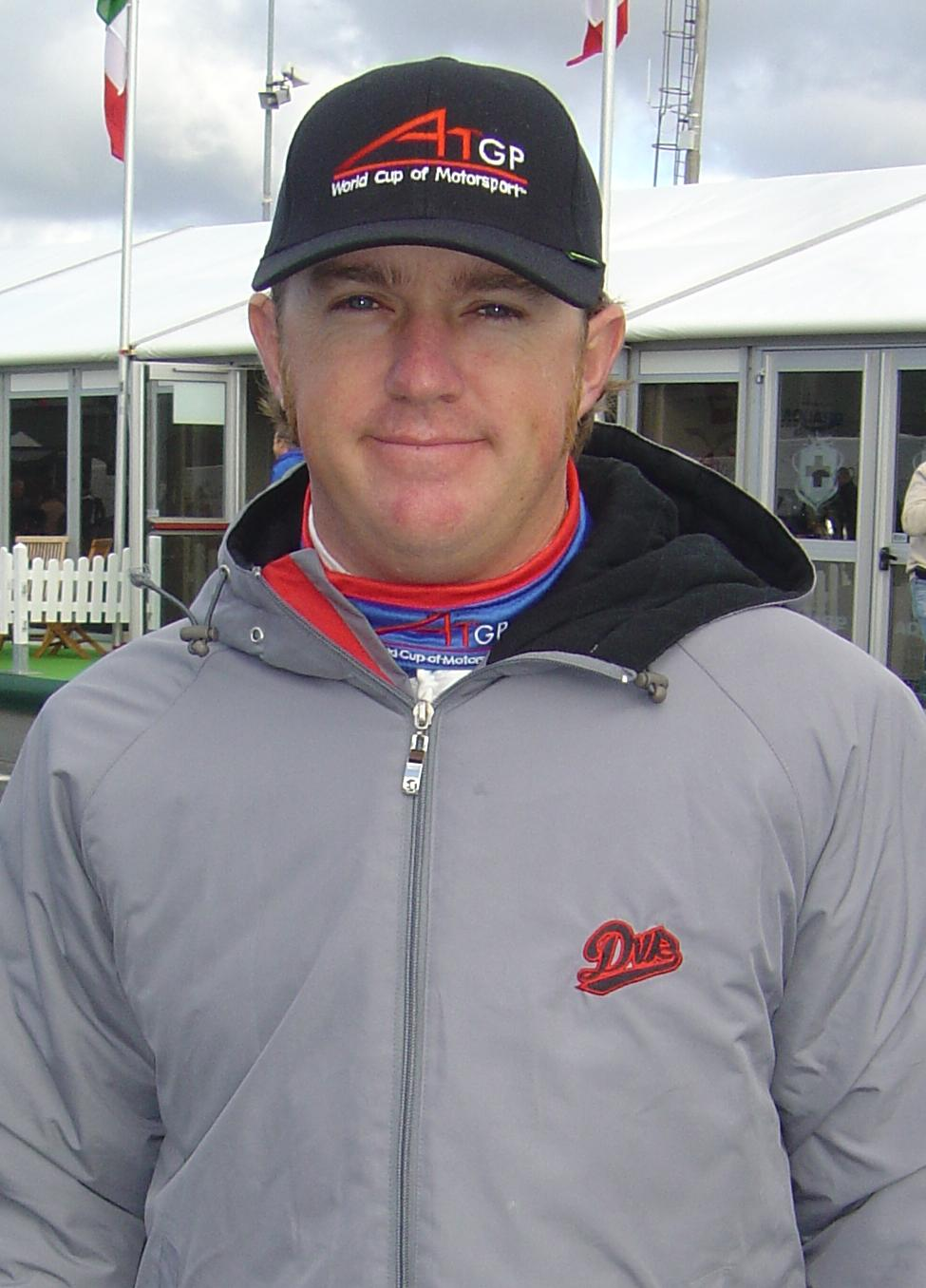
Buddy Rice (2007)

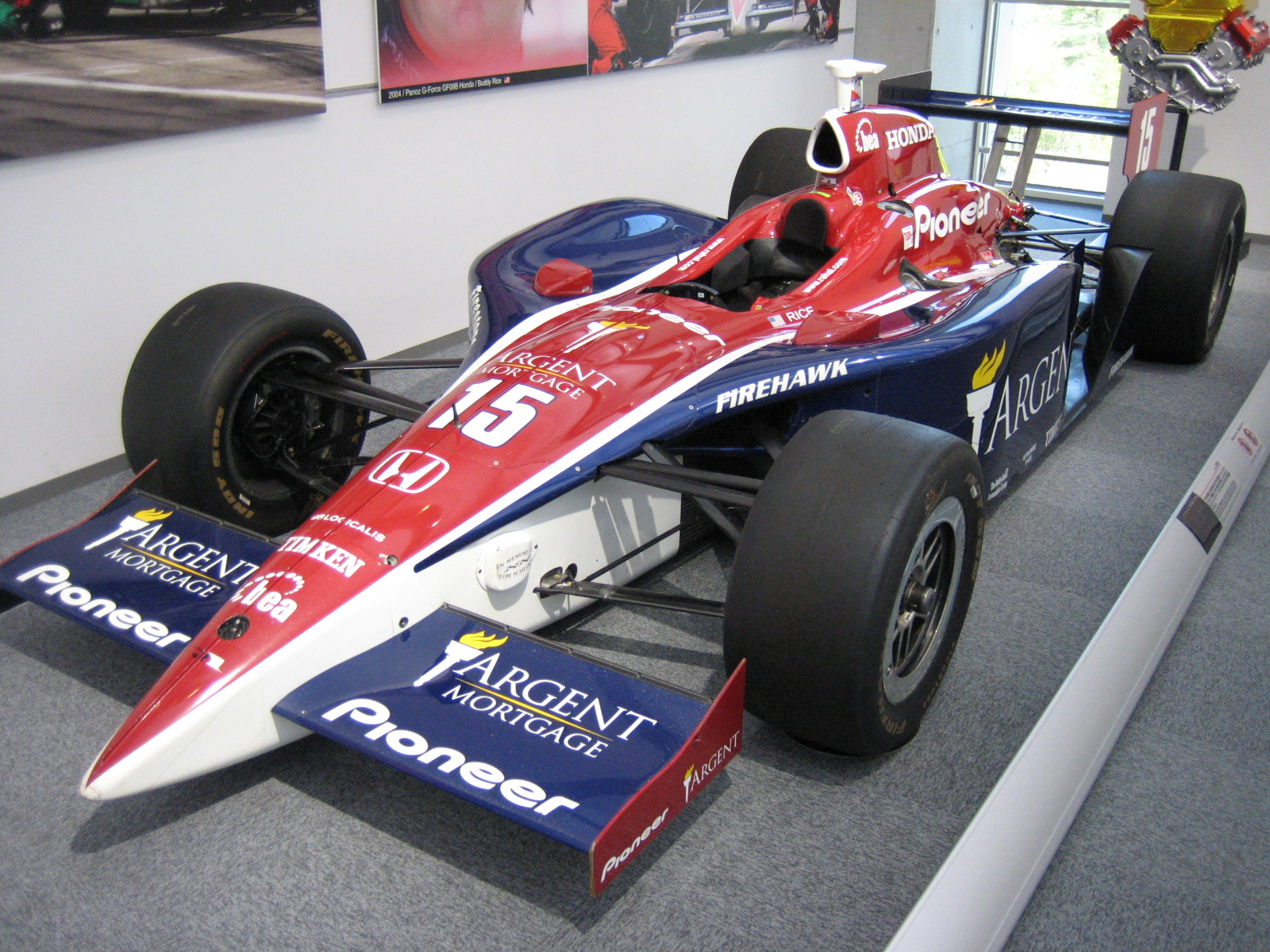
Panoz GF09B, Rice’ Siegfahrzeug beim Indianapolis 500

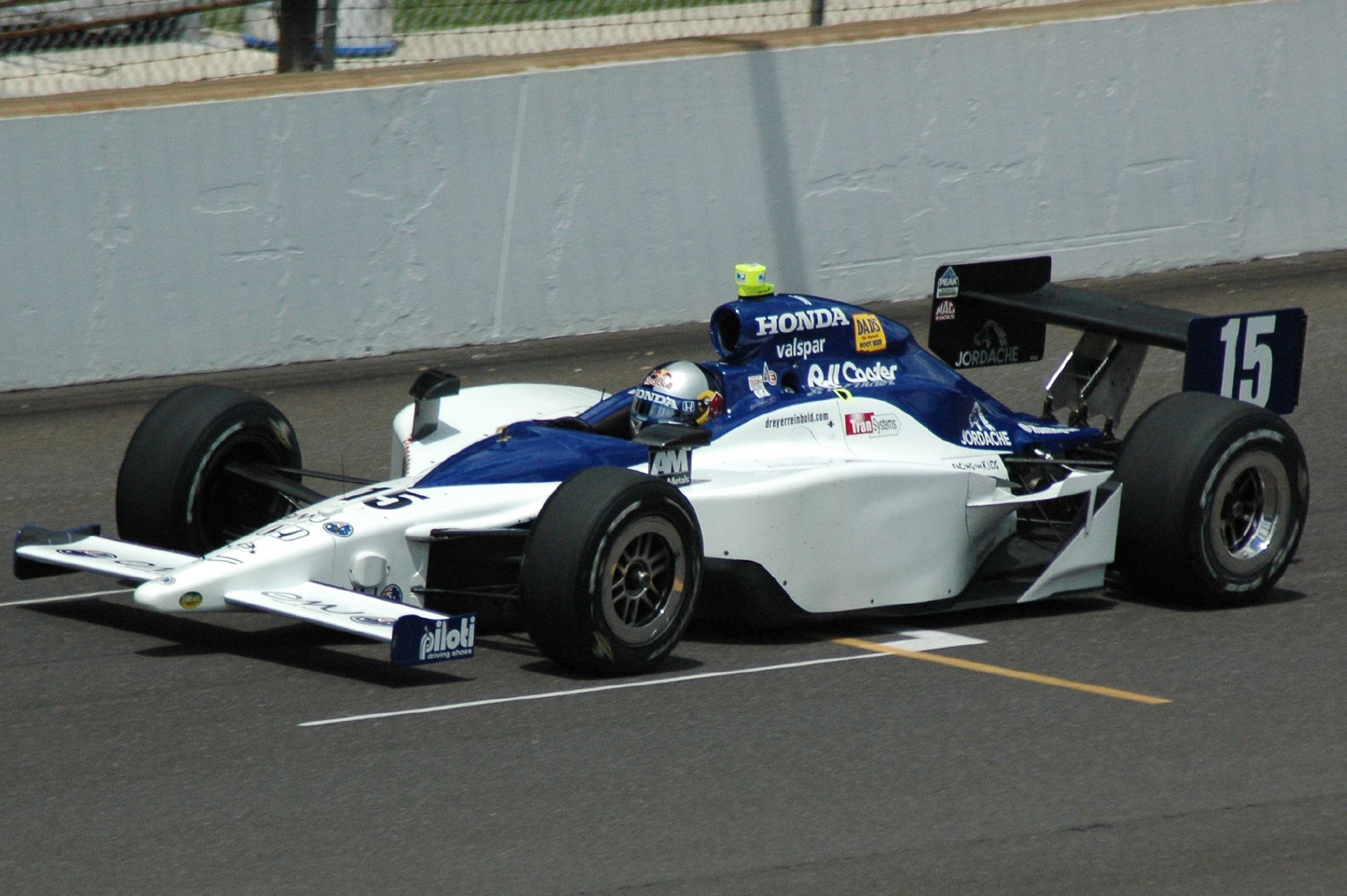
Rice 2008 beim Indianapolis 500

Buddy Rice (* 31. Januar 1976 in Phoenix, Arizona) ist ein ehemaliger US-amerikanischer Automobilrennfahrer. Er war 2000 Meister der Atlantic Championship. Er trat mit Unterbrechungen von 2002 bis 2011 in der IndyCar Series an. Er gewann dort 2004 das Indianapolis 500. Seine beste Gesamtplatzierung in der IndyCar Series war der dritte Rang 2004.

## Karriere
Rice begann seine Motorsportkarriere 1989 im Kartsport, in dem er bis 1995 aktiv war. Auch im weiteren Verlauf seiner Karriere nahm Rice an einigen Kartrennen teil. 1996 wechselte er in den Formelsport und nahm an einem Rennen der US-amerikanischen Formel Ford teil. 1997 trat er vollständig in dieser Meisterschaft an und wurde Gesamtvierter.
1998 wechselte Rice in die Atlantic Championship. Mit einem Sieg beendete er seine erste Saison auf dem siebten Gesamtrang. 1999 blieb er in der Atlantic Championship. Er gewann zwar kein Rennen, verbesserte sich aber mit insgesamt vier Podest-Platzierungen auf den fünften Platz in der Fahrerwertung. 2000 absolvierte Rice seine dritte Saison in der Atlantic Championship. Für DSTP Motorsports startend entschied er fünf Rennen für sich und gewann den Meistertitel vor Dan Wheldon. Rice stand bei zehn von zwölf Rennen auf dem Podium.
Nach einer Saison ohne Renneinsatz absolvierte Rice wieder Rennen. Er debütierte in der Grand-Am Sports Car Series und kehrte für fünf Rennen in die Atlantic Championship, in der er 17. wurde, zurück.
Im August 2002 debütierte Rice in der Indy Racing League (IRL). Für Red Bull Cheever Racing absolvierte er sein erstes Rennen in Brooklyn. Ursprünglich sollte er Tomas Scheckter ersetzen, der nach diversen Kollisionen beim Teamchef und -kollegen Eddie Cheever in Ungnade gefallen war. Cheever musste Scheckter jedoch auf Grund seines Vertrages einsetzen. Daher setzte der Rennstall ein drittes Auto für Rice ein und gab ihm die beste Ausstattung und die besten Mechaniker des Teams. Dennoch gewann Scheckter das Rennen vor Rice, der sein erstes Rennen als Zweiter auf dem Podium beendete. Rice absolvierte fünf Rennen und kam viermal unter den ersten zehn Piloten ins Ziel. In der Gesamtwertung wurde er 22.
2003 behielt Rice sein Cockpit bei Red Bull Cheever Racing. Die Meisterschaft hatte sich in der Zwischenzeit in IndyCar Series umbenannt. Sein Team setzte in dieser Saison nur ein Fahrzeug ein. Rice erreichte vier Top-10-Platzierungen und wurde drei Rennen vor Saisonende durch den erfahreneren Alex Barron ersetzt. In der Meisterschaft wurde Rice 16.
2004 wechselte Rice zu Rahal Letterman Racing. Er ersetzte dort Kenny Bräck, der nach einem Unfall beim Saisonfinale 2003 verletzungsbedingt ausfiel. Zum dritten Rennen erhielt Rice mit Vitor Meira wieder einen Teamkollegen. Rice erzielte beim Indianapolis 500 seinen ersten Sieg. Er startete bei dem prestigeträchtigen Rennen von der Pole-Position und führte es die meisten Runden an. Im weiteren Verlauf der Saison folgten zwei weitere Siege in Kansas City und Brooklyn. Bei jedem Rennen, das er beendete, kam er unter den ersten zehn Piloten ins Ziel. Die Meisterschaft schloss er als bester US-amerikanischer Pilot auf dem dritten Platz ab.
2005 erhielt Rice mit Danica Patrick eine weitere Teamkollegin, da Rahal Letterman Racing drei Autos einsetzte. Rice erzielte zwei Podest-Platzierungen und beendete die Saison als schlechtester Pilot seines Teams auf dem 15. Meisterschaftsplatz. Beim Indianapolis 500 musste er verletzungsbedingt pausieren und wurde durch seinen Vorgänger Bräck ersetzt. 2006 wurden Rice und Patrick vom ersten Rennen in Homestead zurückgezogen, da ihr neuer Teamkollege Paul Dana im Training tödlich verunglückt war. Anschließend ergänzte Jeff Simmons das Team. Rice vermochte erneut nicht mit Patrick mitzuhalten und beendete die Saison eine Position vor Simmons auf dem 15. Meisterschaftsplatz. Außerdem nahm Rice für Forsythe Racing an einem Champ-Car-Rennen teil.
2007 wechselte Rice zu Dreyer & Reinbold Racing, wo er Teamkollege von Sarah Fisher wurde. Im Gegensatz zu Fisher erzielte Rice regelmäßig Top-10-Platzierung und schloss die Saison mit einem vierten Platz als bestes Ergebnis auf dem neunten Platz der Meisterschaft ab. Darüber hinaus nahm Rice an zwei Rennwochenenden der A1 Grand Prix teil, blieb allerdings, im Gegensatz zu seinem Nachfolger Jonathan Summerton ohne Punkte. 2008 blieb Rice in der IndyCar Series bei Dreyer & Reinbold Racing. Mit einem vierten Platz als bestes Resultat wurde er 16. in der Fahrerwertung. Teamintern setzte er sich gegen seine Teamkollegen Townsend Bell und Milka Duno, die sich ein Cockpit teilten, durch.
Nachdem Rice bereits 2007 und 2008 an je zwei Rennen der Grand-Am Sports Car Series teilgenommen hatte, trat er 2009 zu sechs Rennen dieser Serie an. Dabei gelang es ihm, zusammen mit David Donohue, Antonio García und Darren Law das 24-Stunden-Rennen von Daytona zu gewinnen. 2010 nahm er an zwölf Rennen der Grand-Am Sports Car Series teil.
2011 kehrte Rice in die IndyCar Series zurück. Er erhielt bei Panther Racing zunächst ein Cockpit für das Indianapolis 500 und wurde anschließend außerdem für die zwei letzten Saisonrennen unter Vertrag genommen. Er beendete die Saison auf dem 34. Platz im Gesamtklassement. Darüber hinaus nahm Rice an einem Rennen der Grand-Am Sports Car Series teil.

## Persönliches
Rice ist verheiratet und Vater einer Tochter.

## Statistik

### Karrierestationen
| - 1989–1995: Kartsport - 1996: US-amerikanische Formel Ford - 1997: US-amerikanische Formel Ford (Platz 4) - 1998: Atlantic Championship (Platz 7) - 1999: Atlantic Championship (Platz 5) - 2000: Atlantic Championship (Meister) - 2002: IRL (Platz 22) - 2002: Atlantic Championship (Platz 17) | - 2002: Grand-Am Sports Car Series, SRP (Platz 16) - 2003: IndyCar Series (Platz 16) - 2004: IndyCar Series (Platz 3) - 2005: IndyCar Series (Platz 15) - 2006: IndyCar Series (Platz 15) - 2006: Champ Car (Platz 23) - 2007: IndyCar Series (Platz 9) - 2007: Grand-Am Sports Car Series, DP (Platz 64) | - 2008: A1 Grand Prix - 2008: IndyCar Series (Platz 16) - 2008: Grand-Am Sports Car Series, DP (Platz 39) - 2009: Grand-Am Sports Car Series, DP (Platz 25) - 2010: Grand-Am Sports Car Series, DP (Platz 16) - 2011: IndyCar Series (Platz 34) - 2011: Grand-Am Sports Car Series, DP |

### Einzelergebnisse in der IndyCar Series
| Saison | Team                     | 1      | 2      | 3       | 4       | 5        | 6      | 7      | 8      | 9      | 10     | 11     | 12     | 13     | 14     | 15     | 16     | 17     | 18     | 19      | Punkte | Rang |
| ------ | ------------------------ | ------ | ------ | ------- | ------- | -------- | ------ | ------ | ------ | ------ | ------ | ------ | ------ | ------ | ------ | ------ | ------ | ------ | ------ | ------- | ------ | ---- |
| 2002   | Red Bull Cheever         | HMS    | PHX    | FON     | NZR     | INDY     | TXS    | PPI    | RIR    | KAN    | NSH    | MIS 2  | KTY 12 | STL 4  | CHI 9  | TX2 6  |        |        |        |         | 140    | 22.  |
| 2003   | Red Bull Cheever         | HMS 16 | PHX 9  | MOT 13  | INDY 11 | TXS 14   | PPI 9  | RIR 9  | KAN 19 | NSH 18 | MIS 11 | STL 14 | KTY 11 | NZR 10 | CHI    | FON    | TX2    |        |        |         | 229    | 16.  |
| 2004   | Rahal Letterman Racing   | HMS 7  | PHX 9  | MOT 6   | INDY 1* | TXS 15   | RIR 6  | KAN 1* | NSH 6  | MIL 2  | MIS 1  | KTY 2  | PPI 22 | NZR 4  | CHI 14 | FON 5  | TX2 20 |        |        |         | 485    | 3.   |
| 2005   | Rahal Letterman Racing   | HMS 19 | PHX 22 | STP 7   | MOT 3   | INDY INJ | TXS 21 | RIR 11 | KAN 10 | NSH 18 | MIL 17 | MIS 22 | KTY 14 | PPI 11 | SNM 2  | CHI 13 | WGL 19 | FON 12 |        |         | 295    | 15.  |
| 2006   | Rahal Letterman Racing   | HMS WD | STP 13 | MOT 5   | INDY 26 | WGL 4    | TXS 18 | RIR 13 | KAN 17 | NSH 16 | MIL 11 | MIS 13 | KTY 15 | SNM 15 | CHI 13 |        |        |        |        |         | 234    | 15.  |
| 2007   | Dreyer & Reinbold Racing | HMS 10 | STP 10 | MOT 10  | KAN 20  | INDY 25  | MIL 18 | TXS 8  | IOW 4  | RIR 5  | WGL 6  | NSH 17 | MDO 8  | MIS 5  | KTY 12 | SNM 11 | DET 7  | CHI 9  |        |         | 360    | 9.   |
| 2008   | Dreyer & Reinbold Racing | HMS 11 | STP 15 | MOT1 12 | LBH1    | KAN 20   | INDY 8 | MIL 10 | TXS 8  | IOW 22 | RIR 22 | WGL 4  | NSH 7  | MDO 20 | EDM 11 | KTY 10 | SNM 11 | DET 19 | CHI 25 | SRF2 10 | 306    | 16.  |
| 2011   | Panther Racing           | STP    | ALA    | LBH     | SAO     | INDY 18  | TXS1   | TXS2   | MIL    | IOW    | TOR    | EDM    | MDO    | NHA    | SNM    | BAL    | MOT    | KTY 9  | LVS C  |         | 42     | 34.  |

(Legende)
1 Die Rennen fanden am selben Tag statt.
2 Es wurden keine Punkte vergeben.

### Sebring-Ergebnisse
| Jahr | Team             | Fahrzeug    | Teamkollege | Teamkollege    | Teamkollege | Platzierung | Ausfallgrund |
| ---- | ---------------- | ----------- | ----------- | -------------- | ----------- | ----------- | ------------ |
| 2017 | BAR1 Motorsports | Oreca FLM09 | Don Yount   | Daniel Burkett | Mark Kvamme | Rang 32     |              |